# Bohumil Klenovec
Bohumil Klenovec (18 marzo 1912 – 14 gennaio 1971) è stato un calciatore cecoslovacco, di ruolo portiere.

## Carriera
Arrivato allo Sparta Praga nel 1931, fu inizialmente riserva ma grazie alla diligenza negli allenamenti si guadagnò gradualmente il posto da titolare. Raggiunse il picco della sua carriera fra il 1935 ed il 1936, quando con lo Sparta vinse la Coppa Mitropa senza subire alcuna rete nella doppia finale con l'Austria Vienna ed ottenne le prime convocazioni in Nazionale. Negli anni seguenti le sue prestazioni calarono un po' a causa di un calo di forma e di dispute salariali con la società.
Complessivamente con lo Sparta vinse 5 campionati cecoslovacchi (1932, 1936, 1938, 1939).

## Palmarès

### Club

#### Competizioni internazionali
- Coppa Mitropa: 1

Slavia Praga: 1935